# فوهاتکونگ، نیوجرسی
فوهاتکونگ (به انگلیسی: Pohatcong Township) شهری در ایالت نیوجرسی کشور ایالات متحده آمریکا است که جمعیت آن در سرشماری سال ۲۰۱۰ میلادی، ۳٬۳۳۹ نفر بوده‌است.